# Hit the Deck (1930)
Hit the Deck is een Amerikaanse pre-Code musicalfilm uit 1930 onder regie van Luther Reed. De hoofdrollen worden vertolkt door Jack Oakie en Pollie Walker. De film bevat Technicolor-sequenties. Het  scenario is gebaseerd de gelijknamige musical uit 1927, die op zijn beurt gebaseerd is op het toneelstuk Shore Leave uit 1922 van Hubert Osborne. Destijds werd de film in Nederland uitgebracht onder de titel De vier Jantjes. De film is wellicht zoekgeraakt.

## Verhaal
Looloo baat een eetcafé uit dat druk bezocht wordt door matrozen van de Amerikaanse marine met verlof aan land. Wanneer de rijke mevrouw Payne, vergezeld door admiraal Smith en luitenant Allen, het etablissement bezoekt, toont ze onmiddellijk interesse voor de ketting die Looloo draagt. Ze biedt er een aanzienlijk bedrag voor, maar Looloo weigert het familie-erfstuk te verkopen.
Enige tijd later arriveren twee matrozen, Bilge en Clarence, die op zoek zijn naar Lavinia, het liefje van Clarence dat ervandoor is gegaan. Bilge wordt meteen verliefd op Looloo, aan wie hij zijn ambities onthult om kapitein te worden van zijn eigen schip wanneer hij de marine verlaat. Voordat de zaken uit de hand lopen slepen Bilges scheepsmaten hem terug naar zijn schip, dat op het punt staat om uit te varen.
Na haar gesprek met Bilge besluit Looloo haar ketting te verkopen aan mevrouw Payne om zo aan het geld te geraken dat nodig is om een schip voor Bilge te kopen. Wanneer Bilges schip weer aanmeert, worden de twee geliefden herenigd en doet Bilge Looloo een aanzoek, die het met plezier accepteert. Wanneer ze hem echter vertelt over het geld en de plannen die ze heeft gemaakt om hem te helpen zijn eigen schip te kopen, is hij in zijn trots gekrenkt en stormt hij weg. Later keert hij terug en de twee besluiten te trouwen.

## Rolverdeling
| Acteur            | Personage            | Opmerkingen        |
| ----------------- | -------------------- | ------------------ |
| Jack Oakie        | Bilge                |                    |
| Polly Walker      | Looloo               |                    |
| Roger Gray        | Mat                  |                    |
| Franker Wood      | Bat                  |                    |
| Harry Sweet       | Bunny                |                    |
| Marguerita Padula | Lavinia              |                    |
| June Clyde        | Toddy                |                    |
| Wallace MacDonald | Lieutenant Allen     |                    |
| George Ovey       | Clarence             |                    |
| Ethel Clayton     | Mrs. Payne           |                    |
| Nate D. Slott     | Dan                  | als Nate Slott     |
| Andy Clark        | Dinty                |                    |
| Dell Henderson    | Admiral Smith        |                    |
| Charles Sullivan  | Lieutenant Jim Smith |                    |
| Grady Sutton      | sailor               | niet op aftiteling |

## Liedjes
- "Sometimes I'm Happy" – door Jack Oakie en Polly Walker
- "Keepin' Myself for You" – door Jack Oakie en Polly Walker
- "An Armful of You" – door Marguerita Padula en ensemble
- "Hallelujah" – door Marguerita Padula en ensemble
- "Harbor of My Heart" – door Jack Oakie en ensemble
- "Join the Navy" – door Jack Oakie en ensemble
- "Nothing Could Be Sweeter" – door Jack Oakie en Polly Walker

## Trivia
- Heather Eulalie "Polly" Walker was tweede eredame bij de Miss America-verkiezing van 1923.[5]
- De Broadway-musical Hit the Deck, waarop deze film gebaseerd is, ging in première op 25 april 1927.[6] De musical is gebaseerd op het toneelstuk Shore Leave van Hubert Osborne dat op 8 augustus 1922 zijn Broadway-première kende.[7] Het toneelstuk werd twee keer verfilmd: de stomme film Shore Leave uit 1925 met in de hoofdrollen Richard Barthelmess en Dorothy Mackaill, en de musicalfilm  Follow the Fleet uit 1936 met in de hoofdrollen Fred Astaire en Ginger Rogers.[8]